# Hrabstwo White (Tennessee)
Hrabstwo White (ang. White County) – hrabstwo w stanie Tennessee w Stanach Zjednoczonych. Obszar całkowity hrabstwa obejmuje powierzchnię 379,39 mil² (982,62 km²). Według szacunków United States Census Bureau w roku 2009 miało 25 444 mieszkańców.
Hrabstwo powstało w 1806 roku.

## Miasta
- Doyle
- Sparta[4]

| Populacja hrabstwa w poprzednich latach | Populacja hrabstwa w poprzednich latach |
| Rok                                     | Liczba ludności                         |
| --------------------------------------- | --------------------------------------- |
| 1980                                    | 19 422                                  |
| 1990                                    | 20 090                                  |
| 2000                                    | 23 102                                  |
| 2005                                    | 24 253                                  |